# Ruta de Alaska 2
La Ruta de Alaska 2, y abreviada AK 2 (en inglés: Alaska Route 2) es una carretera estatal estadounidense ubicada en el estado de Alaska. La carretera inicia en el Oeste desde en Manley Hot Springs hacia el Este en la Carretera 1  (Autopista Alaska)    hacia Whitehorse, Yukón. La carretera tiene una longitud de 735,3 km (456.91 mi).

## Mantenimiento
Al igual que las autopistas interestatales, y las rutas federales y el resto de carreteras estatales, la Ruta de Alaska 2 es administrada y mantenida por el Departamento de Transporte y Servicios Públicos de Alaska por sus siglas en inglés DOT&PF.

## Cruces
La Ruta de Alaska 2 es atravesada principalmente por la  AK 11  (Autopista Dalton)    en Livengood

Ruta de Alaska 2, Tetlin Junction

 AK 3  (Autopista George Parks)    en Fairbanks
 AK 4  (Autopista Richardson)    en Delta Jct
 AK 1  (Tok Cut-Off)    en Tok.